# Арсений (Какояннис)
Митрополи́т Арсе́ний (греч. Μητροπολίτης Αρσένιος, в миру Анто́ниос Какоя́ннис, греч. Αντώνιος Κακογιάννης; 1881, Аталаста, Малая Азия — 30 мая 1940, Александрия, Египет) — епископ Александрийской Православной Церкви, митрополит Гермопольский, ипертим и экзарх Первого Египта.

## Биография
Родился в 1881 году в Алатсате в Малой Азии. Обучался в Богословской школе Святого Креста в Иерусалиме, которую окогнчил в 1905 году.
В сентябре 1905 года Митрополитом Фаворским Софронием был рукоположён в сан диакона.
В 1921 году перешёл в клир Александрийской православной церкви и служил приходским священником в Каире. В 1923 году становится редактором патриаршего журнала «Πάνταινος». Затем служил в Аддис-Абебе, Эфиопия.
В 1930—1932 годы служил главным секретарём Священного Синода Александрийской православной церкви и настоятелем Монастыря Святого Георгия в Старом Каире.
8 ноября 1931 года в Александрии состоялась его хиротония во епископа Нубийского с возведением в сан митрополита, которую свершили Патриарх Александрийский Мелетий II, митрополит Ермопольский Николай (Евангелидис), митрпоолит Птолемаидский Парфений (Даниилидис) и митрополит Йоханнесбургский Исидор (Георгиадис).
16 мая 1937 года назначен митрополитом Гермопольским, ипертимом и экзархом Первого Египта.
Скончался в Александрии в 30 мая 1940 года.